# Prvenstvo i kup Hrvatske u košarci

## Prvaci i pobjednici Kupa Hrvatske (muški)
| Sezona        | Prvak         | Pobjednik Kupa  |
| 1992.         | Cibona Zagreb | Split           |
| 1992./93.     | Cibona Zagreb | Split           |
| 1993./94.     | Cibona Zagreb | Split           |
| 1994./95.     | Cibona Zagreb | Cibona Zagreb   |
| 1995./96.     | Cibona Zagreb | Cibona Zagreb   |
| 1996./97.     | Cibona Zagreb | Split           |
| 1997./98.     | Cibona Zagreb | Zadar           |
| 1998./99.     | Cibona Zagreb | Cibona Zagreb   |
| 1999./00.     | Cibona Zagreb | Zadar           |
| 2000./01.     | Cibona Zagreb | Cibona Zagreb   |
| 2001./02.     | Cibona Zagreb | Cibona Zagreb   |
| 2002./03.     | Split         | Zadar           |
| 2003./04.     | Cibona Zagreb | Split           |
| 2004./05.     | Zadar         | Zadar           |
| 2005./06.     | Cibona Zagreb | Zadar           |
| 2006./07.     | Cibona Zagreb | Zadar           |
| 2007./08.     | Zadar         | Zagreb          |
| 2008./09.     | Cibona Zagreb | Cibona Zagreb   |
| 2009./10.     | Cibona Zagreb | Zagreb          |
| 2010./11.     | Zagreb        | Zagreb          |
| 2011./12.     | Cibona Zagreb | Cedevita Zagreb |
| Cibona Zagreb | Cibona Zagreb |                 |

Napomena: Klubovi su napisani po njihovim klupskim imenima,bez sponzorskih imena

### Uspješnost klubova
| Klub            | Prvak | Pobjednik Kupa                                  | Ukupno |
| Cibona Zagreb   | 1992., 1993., 1994., 1995., 1996., 1997., 1998., 1999., 2000., 2001., 2002., 2004., 2006., 2007., 2009., 2010., 2012., 2013. | 1995., 1996., 1999., 2001., 2002., 2009., 2013. | 25     |
| Zadar           | 2005., 2008. | 1998., 2000., 2003., 2005., 2006., 2007         | 8      |
| Split           | 2003. | 1992., 1993., 1994., 1997., 2004.               | 6      |
| Zagreb          | 2011. | 2008., 2010., 2011.                             | 4      |
| Cedevita Zagreb | 2014 | 2012.                                           | 2      |

## Prvaci i pobjednici Kupa Hrvatske (Žene)
| Sezona    | Prvak             | Pobjednik Kupa    |
| 1992.     | Splićanka Split   | Splićanka Split   |
| 1992./93. | Splićanka Split   | Monmontža Zagreb  |
| 1993./94. | Splićanka Split   | Monmontža Zagreb  |
| 1994./95. | Croatia Zagreb    | Croatia Zagreb    |
| 1995./96. | Croatia Zagreb    | Monmontža Zagreb  |
| 1996./97. | Šibenik           | Croatia Zagreb    |
| 1997./98. | Croatia Zagreb    | Croatia Zagreb    |
| 1998./99. | Monmontža Zagreb  | Croatia Zagreb    |
| 1999./00. | Gospić            | Croatia Zagreb    |
| 2000./01. | Croatia Zagreb    | Croatia Zagreb    |
| 2001./02. | Gospić            | Šibenik           |
| 2002./03. | Šibenik           | Gospić            |
| 2003./04. | Gospić            | Šibenik           |
| 2004./05. | Croatia Zagreb    | Gospić            |
| 2005./06. | Gospić            | Šibenik           |
| 2006./07. | Jolly JBS Šibenik | Gospić CO         |
| 2007./08. | Jolly JBS Šibenik | Jolly JBS Šibenik |
| 2008./09. | Gospić            | Gospić            |
| 2009./10. | Gospić            | Gospić            |
| 2010./11. | Gospić            | Gospić            |
| 2011./12. | Gospić            | Gospić            |
| 2012./13. | Novi Zagreb       | Novi Zagreb       |

Napomena: Klubovi su napisani po njihovim klupskim imenima,bez sponzorskih imena

### Uspješnost klubova
| Klub               | Prvenstvo                                              | Kup                                             | Ukupno |
| Croatia Zagreb     | 1995., 1996., 1998., 2001., 2005.                      | 1995., 1997., 1998., 1999., 2000., 2001.        | 11     |
| Šibenik            | 1997., 2003., 2007., 2008.                             | 2002., 2004., 2006., 2008.                      | 8      |
| Gospić             | 2000., 2002., 2004., 2006., 2009., 2010., 2011., 2012. | 2003., 2005., 2007., 2009., 2010., 2011., 2012. | 15     |
| Splićanka Split    | 1992., 1993., 1994.                                    | 1992.                                           | 4      |
| Montmontaža Zagreb | 1999.                                                  | 1993., 1994., 1996.                             | 4      |
| Novi Zagreb        | 2013.                                                  | 2013.                                           | 2      |